# Бандиты на велосипедах
«Бандиты на велосипедах» (англ. BMX Bandits) — приключенческий фильм австралийского режиссёра Брайана Тренчарда-Смита. Главную женскую роль в фильме исполнила Николь Кидман.

## Сюжет
Юная рыжеволосая Джуди и два её приятеля, Пи-Джей и Гусь, находят коробку с «уоки-токи». Коробку припасли неуловимые грабители — для своего очередного налёта на очередной банк.

## В ролях
- Николь Кидман — Джуди
- Анджело Д’Анджело — Пи-Джей
- Джеймс Лагтон — Гусь
- Дэвид Орг — Уайти
- Джон Ли — Масташ
- Брайан Маршалл — босс

## Релиз
В прокате Австралии фильм собрал $124 649. После выхода картины в прокат Великобритании, в обзоре «The Guardian» говорилось: «В фильме снялась девушка по имени Николь Кидман — она очень хороша». Благодаря работе в картине, Кидман получила роль в сериале «Пятимильный ручей».

### Награды
| Премия                                               | Категория                      | Номинанты      | Итог      |
| ---------------------------------------------------- | ------------------------------ | -------------- | --------- |
| Australian Academy Of Cinema & Television Arts Award | Лучший адаптированный сценарий | Патрик Эджворс | Номинация |
| Australian Academy Of Cinema & Television Arts Award | Лучший актёр второго плана     | Дэвид Арге     | Номинация |
| Australian Academy Of Cinema & Television Arts Award | Лучший монтаж                  | Алан Лейк      | Номинация |
| Australian Academy Of Cinema & Television Arts Award | Лучший звук                    | Эндрю Стюарт   | Номинация |
| Australian Academy Of Cinema & Television Arts Award | Лучший звук                    | Джон Паттерсон | Номинация |
| Australian Academy Of Cinema & Television Arts Award | Лучший звук                    | Робин Джадж    | Номинация |
| Australian Academy Of Cinema & Television Arts Award | Лучший звук                    | Фил Джадд      | Номинация |
| Australian Academy Of Cinema & Television Arts Award | Лучший звук                    | Гесин Ги       | Номинация |

### Выход на видео
Компания «Umbrella Entertainment» выпустила фильм на DVD в августе 2010 года. Диск проигрывается во всех регионах и в качестве бонусов содержит трейлер и адуио-комментарии Брайана Тренчард-Смита, Эрика Тренчард-Смита и Шале Тренчард-Смит. На бонусном диске разместились фото-галерея, видео пресс-релизы, интервью Кидман для «Young Talent Time» и короткометражный фильм «BMX Buddies» с Брайаном Тренчард-Смитом, Томом Броадбриджем, Патриком Эджворсом, Расселлом Хэггом и Джеймсосм Лагтоном.
Упрощённое издание без дополнительного диска было выпущено в январе 2012 года.